# Monomma itemovale
Monomma itemovale es una especie de coleóptero de la familia Monommatidae.

## Distribución geográfica
Habita en Madagascar.